# Hohenems
Hohenems (Alemannic Thượng: Ems) là một thị trấn thuộc Vorarlberg của Áo, nằm trong Huyện Dornbirn. Thị trấn tọa lạc giữa phần lãnh thổ Áo của thung lũng sông Rhine. Với dân số 16.946 người, đây là đô thị lớn thứ năm của Vorarlberg và hiện có tốc độ tăng dân số nhanh nhất bang. Các điểm tham quan nổi bật ở Hohenems gồm cung điện phong cách Phục Hưng từ thế kỷ 16, bảo tàng lịch sử Do Thái, và khu phố cổ.

## Địa lý
Thị trấn nằm ở độ cao 432 mét (1.417 foot) so với mực nước biển, cách khoảng 16 km (10 dặm) về phía nam của Hồ Constance. Hohenems trải dài 5,5 km (3,4 mi) theo chiều bắc-nam và 8,2 km (5,1 mi) theo chiều đông-tây. Tổng diện tích là 29 kilômét vuông (11 dặm vuông Anh), trong đó 42% là rừng. Hồ móng ngựa của sông Rhine ở phía tây tạo thành biên giới của Áo cũng như EU với Thụy Sĩ, còn dãy núi phía đông tạo thành điểm hẹp nhất của thung lũng Rhine thuộc Áo. Schlossberg ("núi lâu đài") cao 740 mét (2.428 foot), tạo nên phông nền đặc trưng cho trung tâm thị trấn.
Hohenems được chia thành các khu vực: Markt (trung tâm), Oberklien và Unterklien (bắc), Hohenems-Reute (đông), Schwefel (nam) và Herrenried (tây). Thị trấn giáp với sáu cộng đồng khác: Lustenau và Dornbirn (thuộc huyện Dornbirn) ở phía bắc và đông, Fraxern, Götzis và Altach (thuộc huyện Feldkirch) ở phía nam, và Diepoldsau thuộc bang St. Gallen của Thụy Sĩ ở phía tây.

## Lịch sử

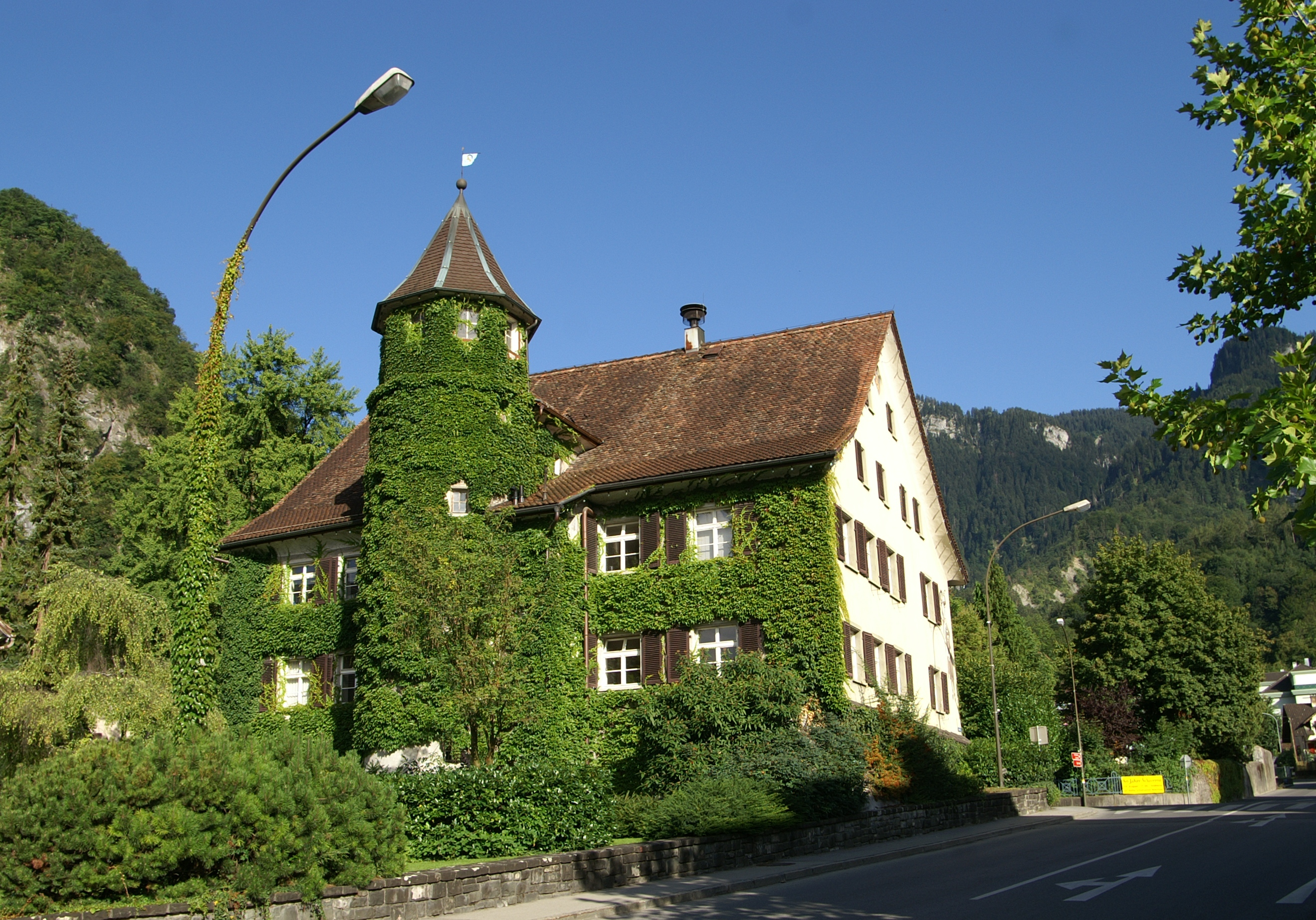
Tòa thị chính, xây dựng năm 1567 làm nhà khách của lãnh chúa

Đỉnh núi đá Schlossberg, cách trung tâm thị trấn khoảng 45 phút đi bộ, có tàn tích của Alt-Ems, một lâu đài có từ thế kỷ 9 CN. Từ thế kỷ 12, đây là một trong những công trình phòng thủ lớn nhất ở phía nam của Vương quốc Đức. Pháo đài này rất rộng, dài tới 800 m và rộng 85 m. Nó đạt đến đỉnh cao danh tiếng từ thế kỷ 13 đến thế kỷ 16, khi trở thành nơi ở của nhiều lãnh chúa và hiệp sĩ Hohenems. Là những ministeriales trung thành của triều đại Nhà Hohenstaufen, lâu đài từng giam giữ nhiều tù nhân nổi tiếng như vua Norman William III của Sicilia, người có lẽ đã chết ở đó năm 1198.
Hohenems được ban quyền và đặc quyền đô thị (tiếng Đức Stadtrecht) vào năm 1333, nhưng thị trấn không sử dụng quyền này trong suốt 650 năm cho đến năm 1983, khi chính quyền Vorarlberg trao cho Hohenems đầy đủ tư cách là một "đô thị".
Burg Neu-Ems (còn gọi là "Schloss Glopper"), xây dựng năm 1343, nằm trên mỏm núi gần Alt-Ems. Năm 1407, cả hai lâu đài bị phá hủy trong Chiến tranh Appenzell, nhưng được xây dựng lại ngay sau đó. Burg Neu-Ems hiện vẫn còn nguyên vẹn và là tài sản tư nhân của gia tộc Waldburg-Zeil.

Cung điện Phục Hưng ở trung tâm Hohenems

Cung điện Phục Hưng nằm dưới chân Schlossberg và chiếm lĩnh quảng trường chính của thị trấn, Schlossplatz. Nó được xây dựng từ năm 1562 đến 1567 theo thiết kế của kiến trúc sư Martino Longhi the Elder, theo sáng kiến của Hồng y Marcus Sittich Hohenems (Altemps), cũng là kiến trúc sư đã thiết kế cung điện Hồng y ở Roma. Các cuộc chiến tranh tôn giáo và dịch bệnh đã tàn phá khu vực trong thế kỷ tiếp theo, trớ trêu thay lại là thời kỳ quyền lực lớn nhất của Bá tước Hohenems theo đạo Tin Lành, khi họ mua lại Lâu đài Vaduz từ vùng đất sau này trở thành Liechtenstein. Hai bản thảo của Nibelungenlied đã được tìm thấy ở Hohenems, vào năm 1755 và 1779, trong thư viện của cung điện.
Quán cà phê đầu tiên (1797), ngân hàng và nhà in (1920) của Vorarlberg đều được mở tại Hohenems.

### Di sản Do Thái
Cộng đồng Do Thái ở Hohenems bắt đầu với một điều lệ vào năm 1617. Ngay sau đó, một giáo đường Do Thái, một nhà tắm nghi lễ (mikvah), một trường học và một nhà cứu tế được xây dựng. Một nghĩa trang được thành lập ở ngoại ô phía nam thị trấn. Các hoạt động kinh tế của người Do Thái tại đây đã mang đến quán cà phê đầu tiên năm 1797, và năm 1841, ngân hàng và công ty bảo hiểm đầu tiên ở Vorarlberg. Cộng đồng Do Thái ở Hohenems đạt thời kỳ hoàng kim khoảng năm 1862, với gần 600 người Do Thái, chiếm 12% dân số. Sự hiện diện Do Thái tại thị trấn chấm dứt vào năm 1942 với việc trục xuất người Do Thái cuối cùng còn lại, Frieda Nagelberg, đến Vienna và sau đó tới Izbica. Gần đây đã có ba người Do Thái chuyển đến Hohenems.

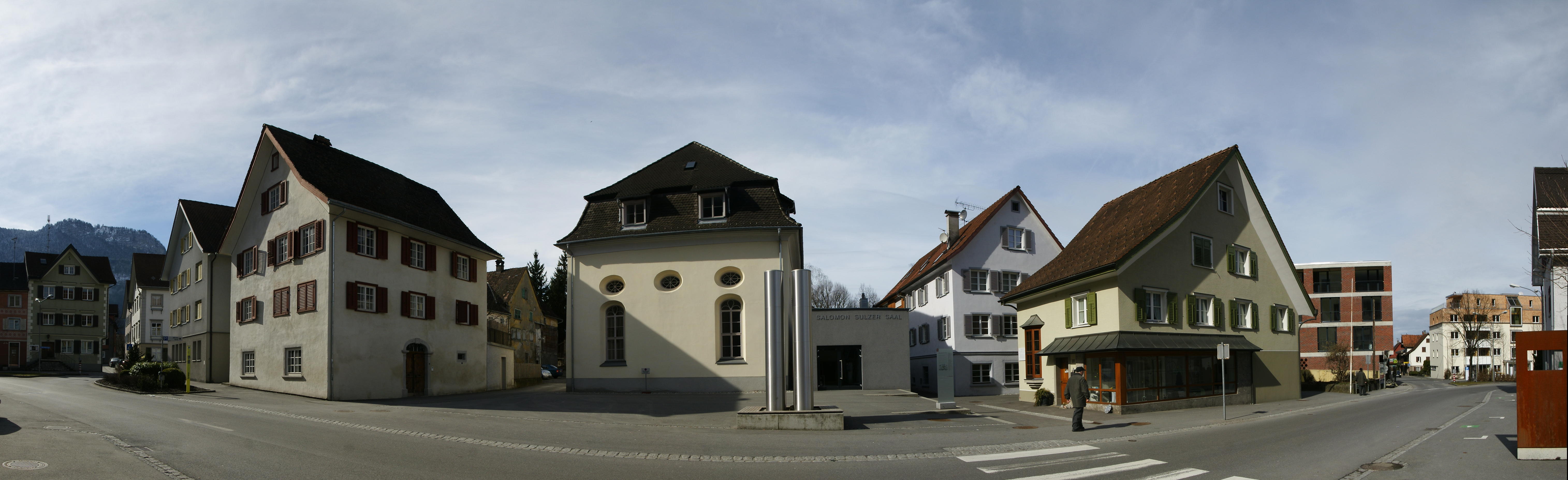
Một phần khu Do Thái với giáo đường cũ

Giáo đường Do Thái đã thoát khỏi Kristallnacht mà không bị hư hại. Sau chiến tranh, nó được chính quyền thị trấn mua lại và chuyển thành trạm cứu hỏa. Tất cả các đồ vật liên quan đến việc sử dụng như một giáo đường đều bị loại bỏ hoặc phá hủy. Năm 2001, giáo đường được tu sửa và hiện nay được sử dụng như một trung tâm văn hóa. Khu Do Thái, được công nhận bảo tồn lịch sử từ năm 1996, bao gồm nhiều ngôi nhà phố và dinh thự xung quanh giáo đường. Cùng với Christengasse (Ngõ Kitô giáo, nay đổi thành Marktstrasse – Phố Chợ), nó tạo thành lõi đô thị của Hohenems.
Năm 1991, Bảo tàng Do Thái Hohenems được mở trong một dinh thự ở trung tâm khu Do Thái. Bảo tàng tưởng niệm lịch sử cộng đồng Do Thái tại Hohenems. Nhiều hiện vật còn sót lại ở đây minh chứng cho cộng đồng Do Thái từng thịnh vượng. Là một phần của văn hóa tưởng niệm, một khu vực của bảo tàng dành riêng để tưởng nhớ giai đoạn đen tối nhất trong lịch sử Vorarlberg – thời kỳ quốc xã và những nỗ lực nhằm xóa bỏ mọi dấu vết của văn hóa Do Thái ở Vorarlberg và xa hơn. Nghĩa trang Do Thái ở phía nam thị trấn có từ khi cộng đồng Do Thái đầu tiên định cư năm 1617 và vẫn còn được sử dụng đến nay. Nó có hơn 500 ngôi mộ, với 370 bia mộ còn tồn tại.

## Thị trưởng
2004–2015: Richard Amann  
Từ tháng 12 năm 2015: Dieter Egger (sinh năm 1969)

## Cơ sở hạ tầng

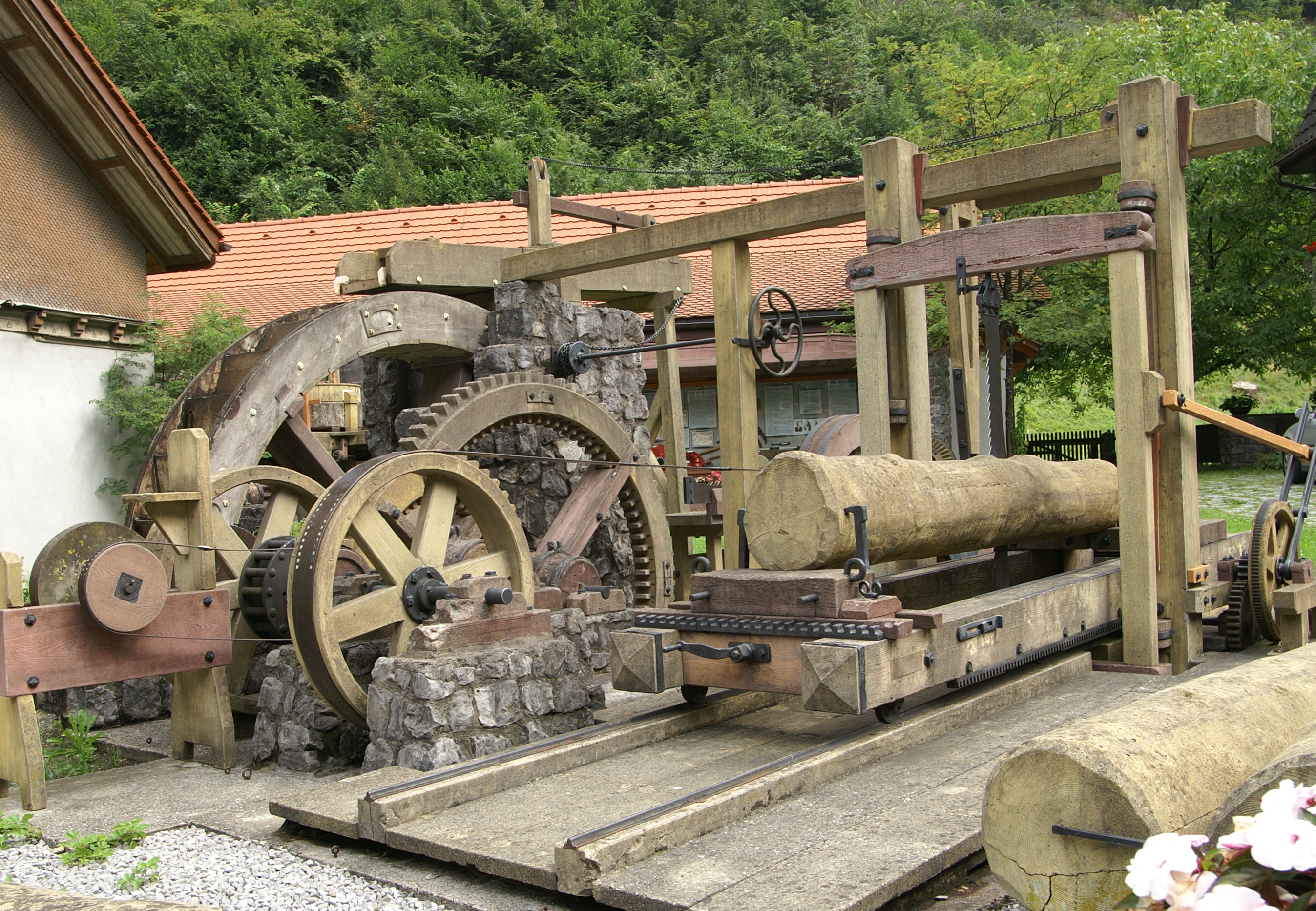
Hiện vật tại "Xưởng cưa Stoffel"

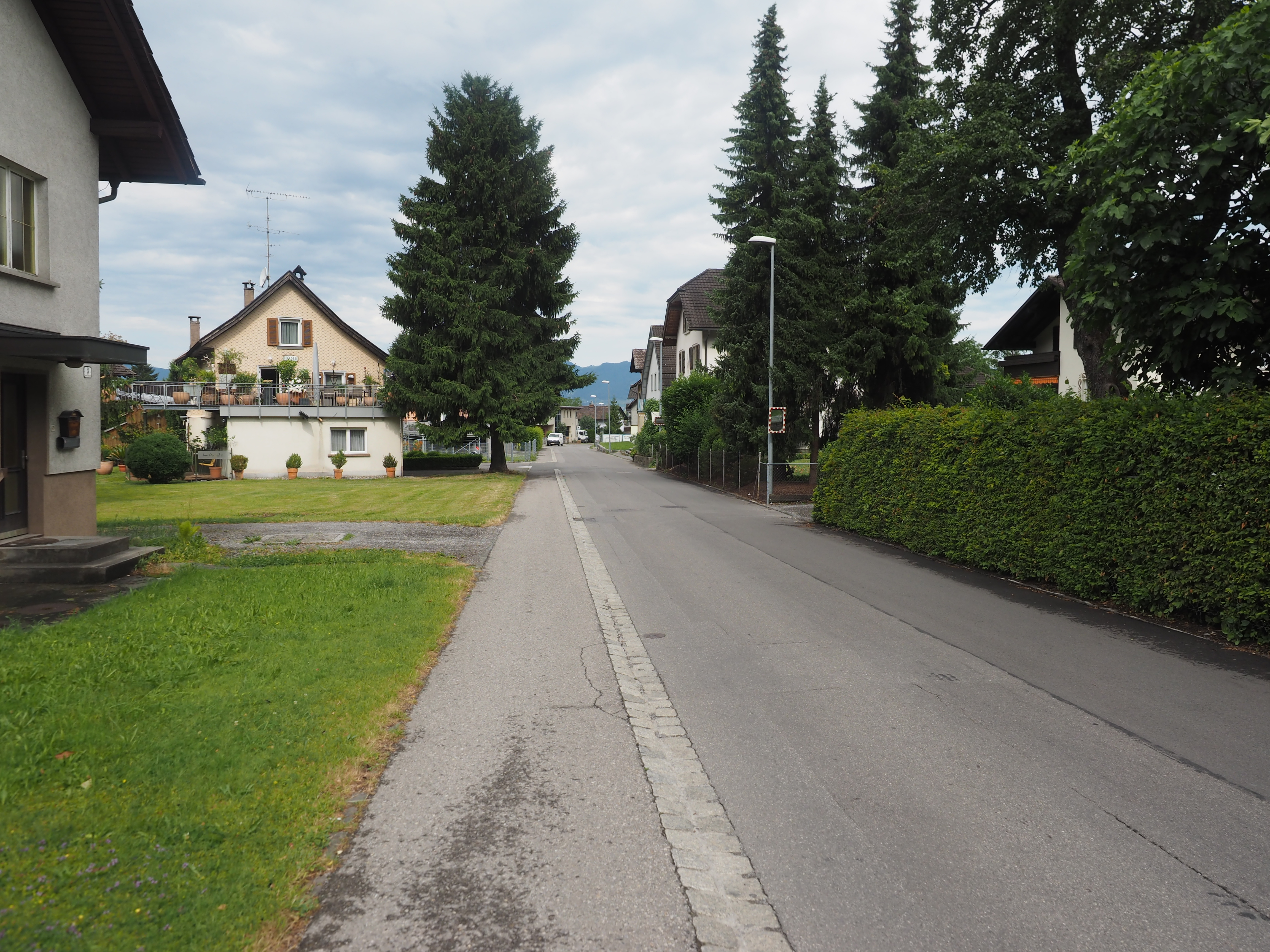
Trung tâm Hohenems, phía đông ga xe lửa

Ngoài các di tích lịch sử, trung tâm thị trấn đang phát triển nhanh chóng một không gian đô thị nhỏ với khách sạn, cửa hàng và nhà hàng. Ở ngoại ô có nhiều doanh nghiệp lớn, chi nhánh của các tập đoàn bán lẻ đa quốc gia và một rạp chiếu phim 10 phòng. Trên đường lên làng núi Reute, cao trên Hohenems, có một bảo tàng độc đáo – Stoffels Säge-Mühle ("Xưởng cưa Stoffel") – trưng bày lịch sử công nghệ cưa xẻ và nghiền xay.
Hohenems có nhiều tiện nghi giải trí. Trên núi có khu trượt tuyết nhỏ (Schuttannen) và một khu leo núi đá gọi là Löwenzähne ("Răng Sư tử") với vách đá cao tới 150 m (500 ft) và độ khó cấp 10. Ngoài ra còn có nhiều đường mòn đi bộ đường dài và tuyến đường xe đạp leo núi gần đó. Thị trấn tự hào có một trong những trung tâm giải trí lớn nhất (13 hecta) ở Vorarlberg, nằm bên hồ móng ngựa của sông Rhine.

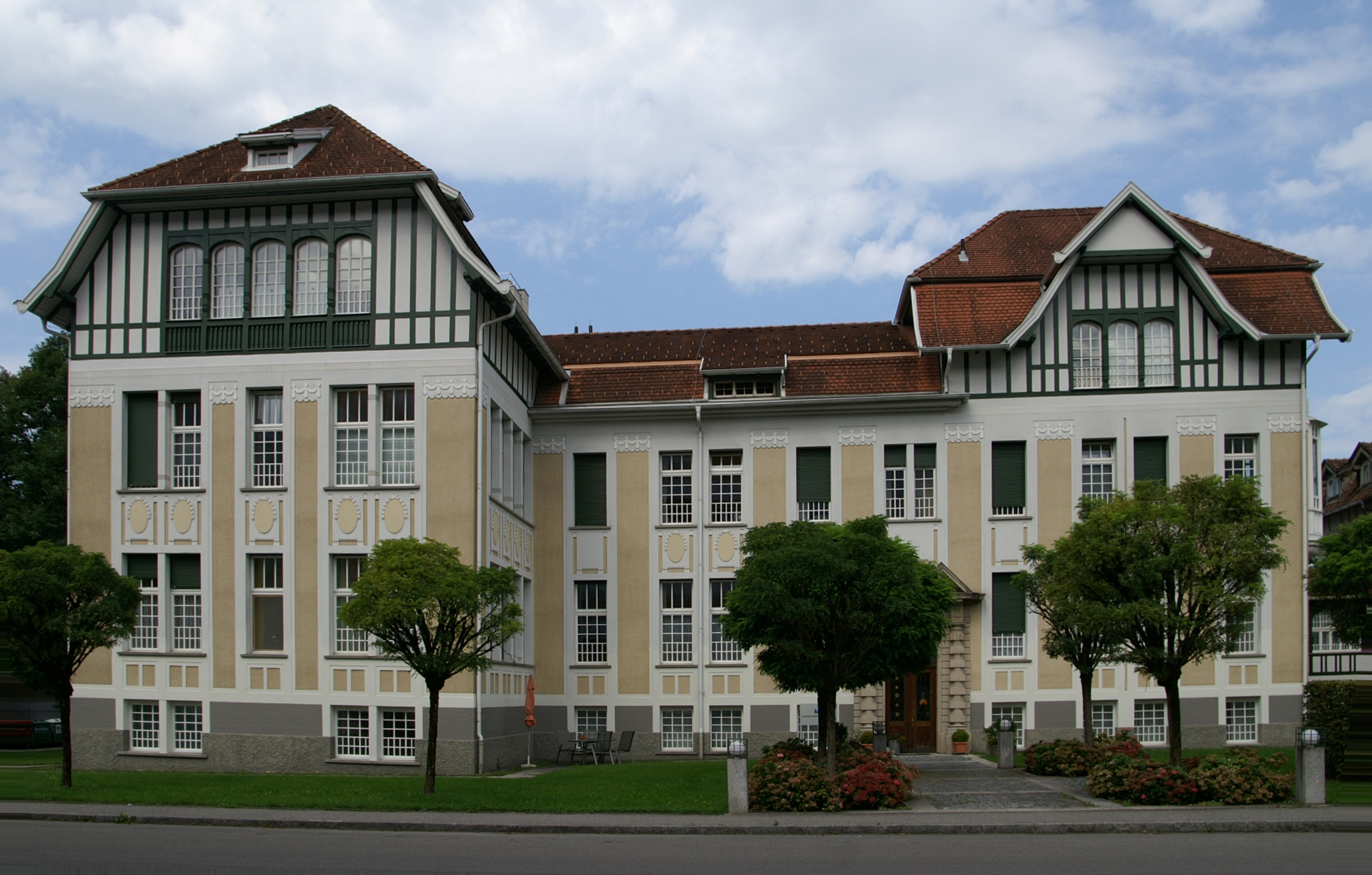
Altes Krankenhaus (bệnh viện cũ)

Một phần của bệnh viện ở Hohenems được xây dựng từ năm 1908 và hiện đã được tu sửa hoàn toàn. Được gọi là Kaiserin-Elisabeth-Krankenhaus ("Bệnh viện Hoàng hậu Elisabeth"), đây là một ví dụ tuyệt đẹp của kiến trúc Art Nouveau. Nơi đây hiện có đơn vị chăm sóc giảm nhẹ. Bệnh viện đa khoa hiện đại được xây dựng năm 1972.

### Giao thông

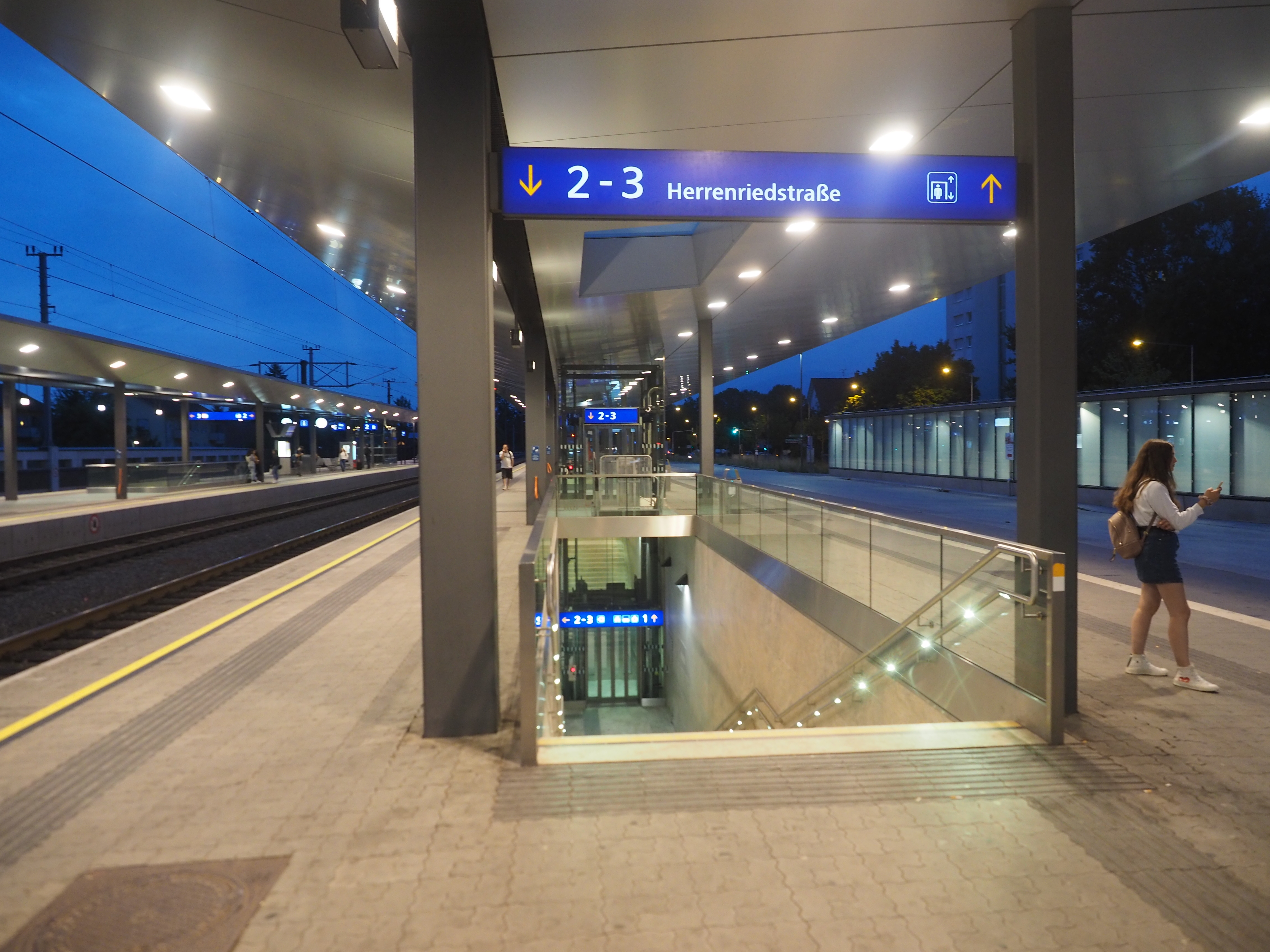
Ga xe lửa Hohenems.

Hai tuyến đường bang, Vorarlberger Strasse L190 và Rheinstrasse L203 chạy qua đô thị theo hướng bắc–nam. Tuyến L46 dẫn từ trung tâm thị trấn đến khu vực hải quan tại biên giới Thụy Sĩ. Hohenems có lối vào đường cao tốc Rheintal/Walgau-Autobahn (A14/European route E60 của Áo).
Ga xe lửa Hohenems nằm trên tuyến chính tây–đông kết nối với tuyến Đường sắt Vorarlberg (Vorarlbergbahn) theo hướng Bregenz và Innsbruck. Hệ thống tàu do ÖBB vận hành.
Sân bay Hohenems-Dornbirn, sân bay duy nhất của Vorarlberg, với đường băng dài 630 m (2.066 ft), nằm trong ranh giới đô thị.

## Thú vị
Hohenems là một trong những địa điểm quay của bộ phim Thụy Sĩ–Áo Akte Grüninger.
Thị trấn cũng là bối cảnh cao trào của tiểu thuyết The Second Seal (1950) của Dennis Wheatley về sự bùng nổ Chiến tranh thế giới thứ nhất năm 1914.  
Bernard Levin đề cập đến Hohenems trong sách Conducted Tour (1982) là nơi diễn ra một liên hoan âm nhạc, trong đó toàn bộ tác phẩm của Franz Schubert được biểu diễn theo trình tự thời gian.

## Thành phố kết nghĩa

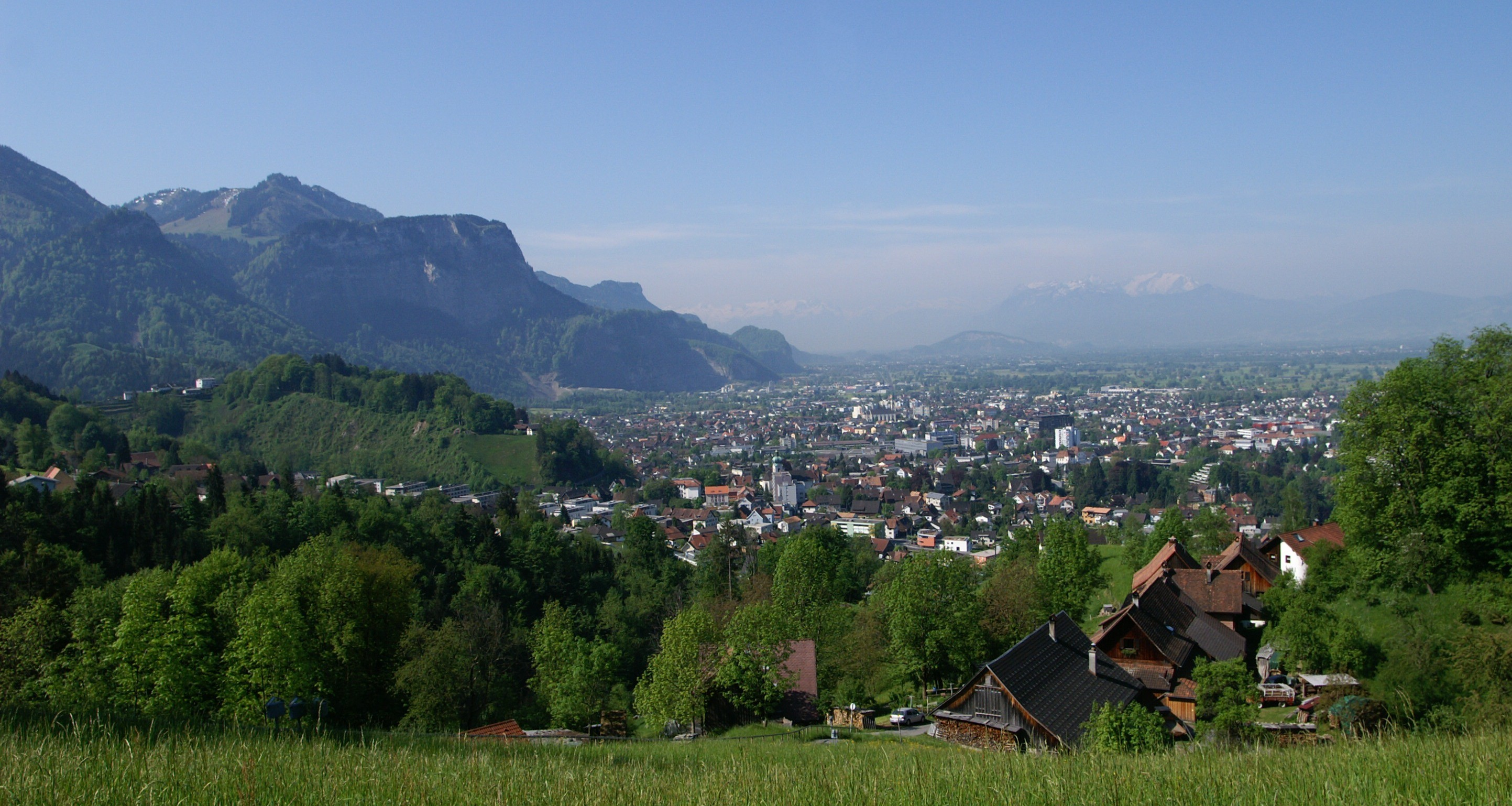

Hohenems kết nghĩa với: 

 Bystré và Polička (Cộng hòa Séc) (từ năm 1997) 

 Ostfildern (Đức) (từ năm 2009)

## Nhân vật nổi bật

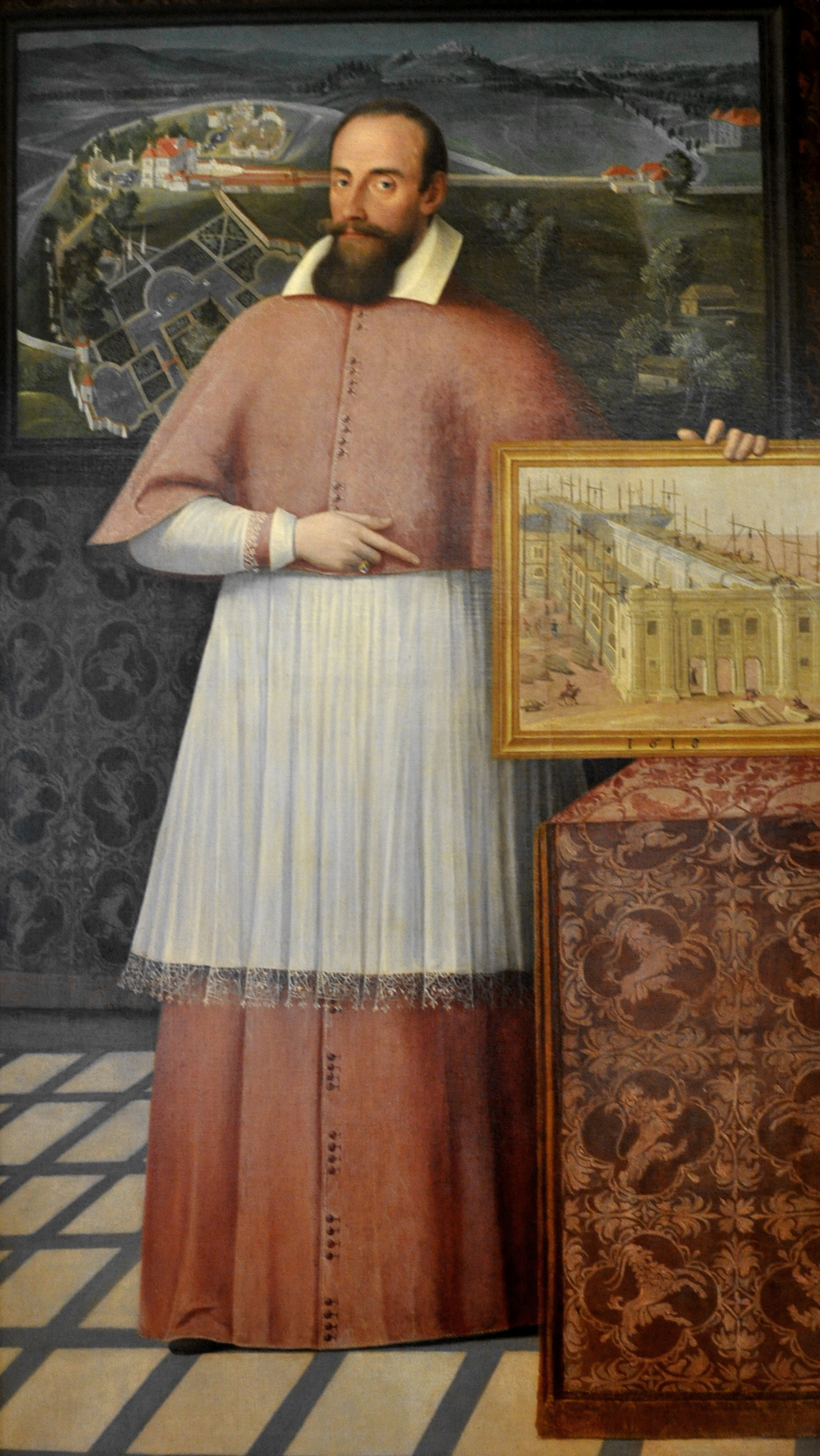
Markus Sittich von Hohenems, 1618

- Rudolf von Ems (1200–1254), nhà thơ và ca sĩ Đức Trung Cổ Cao.[16]
- Markus Sittich von Hohenems (1574–1619), Tổng giám mục Salzburg
- Salomon Sulzer (1804–1890), thầy hát Do Thái và nhà soạn nhạc
- August Brentano (1828–1886), nhà buôn báo ở Thành phố New York; di cư năm 1851
- Eugen Steinach (1861–1944), nhà sinh lý học người Áo, tiên phong trong ngành nội tiết học
- Bernhard Vogel, (Wiki Đức) (1913–2000), chính trị gia (SPÖ), nghị sĩ Quốc hội và Thượng viện Áo
- Michael Köhlmeier (sinh 1949), nhà văn và nhạc sĩ người Áo, sống tại địa phương
- Hans Jörg Schelling (sinh 1953), doanh nhân, chính trị gia (ÖVP), cựu Bộ trưởng Bộ Tài chính Áo
- Fatima Spar, (Wiki Đức) (sinh 1977), ca sĩ nhạc jazz và nhà soạn nhạc

### Thể thao
- Adi Hütter (sinh 1970), cầu thủ và huấn luyện viên bóng đá, thi đấu 480 trận, trong đó 14 trận cho Đội tuyển bóng đá quốc gia Áo
- Wolfram Waibel Jr. (sinh 1970), xạ thủ, đoạt huy chương bạc và đồng tại Thế vận hội Mùa hè 1996
- Harald Morscher (sinh 1972), cựu tay đua xe đạp
- Christian Klien (sinh 1983), cựu tay đua Công thức 1
- Ramazan Özcan (sinh 1984), thủ môn bóng đá, thi đấu hơn 240 trận, trong đó có 10 trận cho Đội tuyển bóng đá quốc gia Áo
- Matthias Brändle (sinh 1989), tay đua xe đạp chuyên nghiệp
- Kevin Fend (sinh 1990), thủ môn bóng đá, thi đấu hơn 330 trận
- Marcel Mathis (sinh 1993), vận động viên trượt tuyết núi cao
- David Reinbacher, vận động viên khúc côn cầu trên băng chuyên nghiệp